# Zend
Zend, též Zand, je středoperský překlad Avesty, jež byla sepsána v avestánštině, doplněný o komentáře. Někdy je výraz Zend-Avesta nesprávně užíván pro Avestu samotnou. Obsahuje různé pokusy o vysvětlení svatých textů a staly se základem exegetické literatury sásánovské doby. Lze předpokládat že podobná exegetická literatura existovala již v době kdy ještě byla avestánština jazykem běžně srozumitelným. Naznačuje to například fakt že Hérbedestán, příručka pro výuku kněžstva, obsahuje avestánské pasáže podobného charakteru, a na existenci dalších snad odkazují gáthy. Takové pokusy o interpretaci Avesty mohly vést například ke vzniku zurvanismu nebo ztotožnění perské bohyně Anáhity se zarathuštrickou Ardí Súrou, a k výrazné celkově proměně zarathuštrického náboženství vůbec.